# Les Chiens enragés (film)
Pour les articles homonymes, voir Les Chiens enragés.
Pour plus de détails, voir Fiche technique et Distribution.
Les Chiens enragés, (Cani arrabbiati) est un poliziottesco italien réalisé par Mario Bava en 1973.
Après trois semaines de tournage, le producteur Roberto Loyola s'est déclaré en faillite, ce qui a entraîné la mise en sommeil du film, alors inachevé, en raison des droits qu'il détenait. Les Chiens enragés est resté inédit pendant plus de vingt ans, mais à la suite de l'acquisition des droits par l'actrice Lea Lander, le film est sorti en vidéo amateur à partir de 1995 en plusieurs versions, certaines scènes ayant été partiellement remontées, ajoutées ou supprimées pour des raisons de continuité. En France, le film est projeté pour la première fois en 2015 au festival lyonnais Hallucinations collectives.
Le film a fait l'objet de deux remakes, Comme des chiens enragés (1976) de Mario Imperoli et Enragés (2015) d'Éric Hannezo.

## Synopsis
Quatre truands masqués attaquent un fourgon convoyeur de fonds, tuant les deux gardes. Pendant la fuite, l'un des truands est tué.
Les trois autres (le chef, appelé Dottore, le névrotique Bisturi et l'exubérant Trentadue) prennent deux femmes en otage. Bisturi en égorge une.
Les trois malfrats s'enfuient avec l'autre otage Maria, montent dans une voiture arrêtée à un feu de signalisation avec à son bord un homme (Riccardo) et un enfant endormi. Riccardo soutient que l'enfant est son fils et qu'il l'amène à l'hôpital car il est fiévreux.
Les bandits obligent Riccardo à prendre l'autoroute. Pendant une pause, Maria, faisant semblant d'uriner, tente de s'enfuir à travers champ, mais Bisturi et Trentadue la rejoignent et l'obligent à uriner devant eux.
De retour à la voiture, Trentadue tente d'abuser de Maria sur le siège arrière. Le Dottore lui tire dessus pendant que le véhicule traverse une galerie, Bisturi, grand ami de Trentadue, commence à s'agiter aussi.
Pendant une pause à une station-service, une femme qui fait de l'auto-stop monte dans la voiture. La femme, très perspicace, note le climat malsain qui règne dans l'habitacle et à la suite d'un soubresaut du véhicule, aperçoit la blessure sur le cou de Trentadue, ce qui pousse Bisturi à l'égorger. 
Les deux cadavres sont abandonnés sur le bord de la route, mais Trentadue est encore vivant. Dottore ordonne à Bisturi de l'achever ; ce dernier s'exécute en pleurant.
L'auto arrive devant une habitation où un autre véhicule les attend : Dottore et Bisturi sont sur le point de tuer Riccardo et Maria, mais Riccardo sort un pistolet caché sous la couverture qui entoure l'enfant et tue les deux bandits, Maria aussi est tuée pendant l'échange de feu.
Riccardo prend l'argent des bandits, ensuite il téléphone d'une cabine, à l'autre bout du fil, la mère de l'enfant décroche et Riccardo lui demande une rançon de trois milliards de lires.
Dans la dernière prise de vue, Riccardo ouvre le coffre de la voiture où gît l'enfant.

## Fiche technique
- Titre original italien : Cani arrabbiati (litt. « Chiens enragés ») ou Semaforo rosso (litt. « feu rouge »)
- Titre français : Les Chiens enragés
- Réalisation : Mario Bava
- Scénario : Sandro Parenzo (it), Cesare Frugoni d'après la nouvelle Man and Boy de Michael J. Carrol
- Photographie : Mario Bava et Emilio Varriano
- Musique : Stelvio Cipriani
- Production : Roberto Loyola
- Société de production : Roberto Loyola Cinematografica
- Société de postproduction : Spera Cinematografica (1995)
- Pays de production :  Italie
- Langue de tournage : italien
- Format : Couleurs par Technicolor - 1,66:1 - Son mono - 35 mm
- Genre : Poliziottesco
- Durée : 94 minutes
- Date de tournage : 20 août au 12 septembre 1973
- Dates de sortie :
  - Italie : 1995 (Mercato internazionale del film e del documentario) ; 18 juin 2004 (diffusion à la TV) ; septembre 2004 (Mostra de Venise 2004)
  - Belgique : mars 1996 (Festival international du film fantastique de Bruxelles)
  - France : 1er avril 2015 (Hallucinations collectives à Lyon)

## Distribution
- Riccardo Cucciolla : Riccardo
- Maurice Poli : le docteur
- George Eastman : Trente-deux (Trentadue en VO)
- Don Backy : Scalpel (Bisturi en VO)
- Lea Lander (sous le nom de « Lea Krüger ») : Maria
- Marisa Fabbri : Maria Sbravati
- Erika Dario : Marisa
- Fabrizia Sacchi : La mère de l'enfant (versions « Leone » et « Kidnapped »)
- Luigi Antonio Guerra : employé de banque
- Francesco Ferrini : homme à la station service
- Emilio Bonucci : chauffeur de taxi
- Ettore Manni : directeur de banque
- Pino Manzari : préposé au péage
- Stefano De Sando : inspecteur de police (version « Kidnapped »)

## Style
Contrairement aux premiers films de Mario Bava, qui présentaient des couleurs criardes et des cadrages extravagants, Les Chiens enragés a été décrit par l'historien du cinéma Roberto Curti comme n'étant pas comparable au reste de l'œuvre du réalisateur. Le film commence de manière semblable aux poliziotteschi qui devenaient populaires en Italie dans les années 1970, mais sans les implications sociologiques de ces films.

## Production
Au début des années 1970, Bava traverse une période difficile dans sa carrière. Il avait obtenu la liberté créative de faire le genre de film qu'il voulait avec Lisa et le Diable (1973), qui avait été mis au placard faute d'avoir trouvé un distributeur au Festival de Cannes. Un autre de ses films, La Baie sanglante (1971), a été un échec au box-office italien, ce qui l'a amené à essayer un nouveau projet différent de tout ce qu'il avait fait auparavant, et il a commencé à développer ce qui allait devenir Les Chiens enragés. Le scénario est adapté de la nouvelle Man and Boy (également utilisée comme titre provisoire du film) de Michael J. Carrol publiée dans le mensuel américain Ellery Queen's Mystery Magazine et traduite en italien sous le titre L'uomo e il bambino et publiée dans la collection Il Giallo Mondadori de l'éditeur Arnoldo Mondadori Editore. Le scénario du film a été écrit par Alessandro Parenzo (it) et Cesare Frugoni, Bava étant intervenu dans le processus d'écriture pour apporter quelques changements mineurs.

### Tournage
Le film a été tourné à Rome et sur le tronçon d'autoroute Civitavecchia-L'Aquila. Le film est filmé en grande partie à l'intérieur d'une automobile une Opel Rekord Caravan. Le tournage a commencé le 20 août 1973 et s'est terminé le 12 septembre de la même année. Bava a décidé de tourner les scènes dans l'ordre chronologique.

### Attribution des rôles
L'acteur américain Al Lettieri avait été engagé pour jouer le personnage principal, Riccardo, mais après s'être présenté ivre le premier matin du tournage, il a été renvoyé et le rôle a été attribué trois jours plus tard à l'acteur italien Riccardo Cucciolla. Mais les lignes de dialogues prévues pour Lettieri étaient écrites en anglais. Pourtant Cucciolla ne parlait pas anglais ; selon son collègue Maurice Poli, il a dû s'efforcer de réciter automatiquement et sans le comprendre son texte en anglais en ayant son script continuellement sous les yeux puisque placé stratégiquement autour de la voiture.

### Difficultés
Le fils de Mario, Lamberto Bava, qui était l'assistant réalisateur du film, a parlé de problèmes avec le producteur Roberto Loyola. Loyola aurait eu des difficultés financières pendant le tournage du film, ce qui aurait retenu l'équipe dès la première semaine. Malgré ces problèmes, Bava réussit à terminer les prises de vues en trois semaines. Il ne restait plus qu'à tourner quelques plans d'hélicoptères et de voitures de police, ainsi qu'une séquence d'introduction. Loyola fait alors faillite et la production est abandonnée. La famille Bava tente de récupérer les droits du film sans succès.

## Exploitation
Les Chiens enragés est projeté en 1995 au Mercato internazionale del film e del documentario (MIFED) de Milan. Cette version, intitulée Semaforo rosso (litt. « feu rouge »), est éditée par le groupe Spera Cinematografica de l'actrice Lea Lander avec la collaboration du critique de cinéma allemand Peter Blumenstock. Lamberto Bava a déclaré que la nouvelle version a été réalisée contre sa volonté et créée à partir d'un montage brut du film assemblé par Carlo Reali lors du tournage original. Quelques photos avaient été insérées pour faire le lien entre les séquences et un son de sirène de police à la fin du film. Comme le film avait été tourné sans son, la bande son et le doublage ont dû être refaits. Cette version a été présentée en avant-première au 14e Festival du film de Bruxelles en 1996.
Le premier DVD du film est sorti en édition limitée de 2000 copies par la société allemande Lucertola Media en 1998. Cette version ne contient pas les inserts de la version Spera et conserve la fin originale, qui a été tournée selon le scénario de Bava. Le film est sorti à nouveau en Allemagne sur le label Astro en 2001. Cette version ne contient pas le prologue et présente une version plus longue de la fin. Par la suite, une quatrième version a été élaborée sous forme de brouillon par Alfredo Leone. Cette version comprend davantage de séquences vidéo de plans de coupe manquants, deux nouvelles scènes tournées en vidéo à la fin du film et se termine par un gros plan et un arrêt sur image du visage d'une mère. Une cinquième version du film a été publiée par Leone et Lamberto Bava, qui ont ajouté des plans de voitures de police des années 1970 et de nouvelles scènes tournées en 35 mm entre avril et mai 2001. Cette version contient un nouveau doublage et une nouvelle bande sonore de Stelvio Cipriani. Lamberto Bava a monté cette version avec Mauro Bonanni, qui a coupé des parties du film qui, selon lui, n'auraient pas été souhaitées par Mario Bava.
Roberto Curti a déclaré que parmi les versions ci-dessus, la version Astro était la meilleure, car la version Leone/Lamberto Bava n'était « rien de moins qu'un gâchis, bien que bien intentionné ». Le DVD publié par Anchor Bay contient la version Leone/Lamberto Bava du film intitulée Kidnapped, ainsi que la version Lucertola. Un Blu-ray du film est sorti aux États-Unis chez Kino Lorber, qui ne contient que la version de Leone/Bava intitulée Kidnapped. Au Royaume-Uni, Arrow Video a sorti un Blu-ray contenant à la fois Kidnapped et la version vue sur la sortie américaine d'Anchor Bay. La version Lucertola sur le Blu-ray d'Arrow Video contient des parties en définition standard car aucune copie complète du film n'a pu être trouvée après la création de Kidnapped.

### Les différentes versions
Il existe six versions du film :
1. La version « Spera Cinematografica » de 1995 se termine par un arrêt sur image de Riccardo Cucciolla, avec des sirènes de police en arrière-plan.
2. La version DVD de « Lucertola » conserve la fin originale mais tourne un prologue ex novo (une femme qui sanglote derrière une fenêtre).
3. La version DVD de « Marketing e Vella » a une fin plus longue : Cucciolla monte dans une voiture et s'en va.
4. La version « Leone » ajoute une scène dans le dénouement avec la mère de l'enfant (jouée par Fabrizia Sacchi) au téléphone avec le ravisseur.
5. La version « Leone-Lamberto Bava », intitulée Kidnapped, qui comporte de nouvelles séquences (certaines ont été tournées après coup sur la base du scénario original, d'autres sont des scènes de poursuite tirées d'autres films policiers de l'époque), un nouveau doublage et une nouvelle musique. Parmi les scènes tournées pour l'occasion, on trouve une conversation téléphonique entre Sacchi (qui joue également la mère de l'enfant) et l'acteur et doubleur Stefano De Sando (it), ainsi qu'une conversation téléphonique entre la mère de l'enfant et Riccardo. Curieusement, dans le doublage de cette version, De Sando est doublé par son collègue Roberto Pedicini (it).
6. La version diffusée par Sky, avec l'arrêt sur image final sur l'enfant dans le coffre de la voiture. Aucune sirène de police ne se fait entendre.

### Accueil critique
Pour Alberto Pezzotta, Les Chiens enragés est « un véritable voyage en enfer, où la situation classique du road movie devient un voyage dans les horreurs de l'âme humaine ». Pour le magazine Nocturno, le film est « un chef-d'œuvre. Le miroir sombre du cinéma de Bava, son inacceptable refoulé, qui, ce n'est pas un hasard, est resté invisible pendant des années ». Le réalisateur américain Quentin Tarantino, grand admirateur de Mario Bava, a affirmé s'être inspiré de ce film pour la réalisation de son premier film Reservoir Dogs (1992).

## Remakes
Le film italien de Mario Imperoli, Comme des chiens enragés (Come cani arrabbiati), sorti deux ans plus tard, s'inspire du film de Mario Bava.
Le film franco-canadien Enragés, sorti en 2015, est un remake du film.